# Blepharosis
Blepharosis is een geslacht van vlinders van de familie Uilen (Noctuidae), uit de onderfamilie Cuculliinae.

## Soorten
- B. anachoretoides Alphéraky, 1892
- B. bryocharis Boursin, 1964
- B. dianthoecina Staudinger, 1895
- B. griseirufa Hampson, 1894
- B. grumi Alphéraky, 1892
- B. illecebrosa Püngeler, 1906
- B. lama Püngeler, 1899
- B. paspa Püngeler, 1900
- B. poecila Draudt, 1950
- B. retracta Draudt, 1950
- B. retrahens drau, 1950
- B. smaragdistis Draudt, 1950
- B. sublimbatus Püngeler, 1900
- B. submarginata Bang-Haas
- B. subsignatus Draudt, 1950